# Histoire de Pons

Blason de Pons (Charente-Maritime)

Cet article présente les faits marquants de l'histoire de Pons, petite ville du sud-ouest de la France, dans le département de la Charente-Maritime.
La ville de Pons est une création médiévale autour d'un prieuré bénédictin dédié à Saint-Marin.
Son nom qui désigne un pont en bois sur la Seudre n'apparaît qu'au milieu du XIIe siècle comme celui d'une seigneurie. 
L'archéologie révèle sur la hauteur oppidum gaulois puis une occupation romaine sui ont laissé peu de traces et aucune source écrite.

## Habitat néolithique

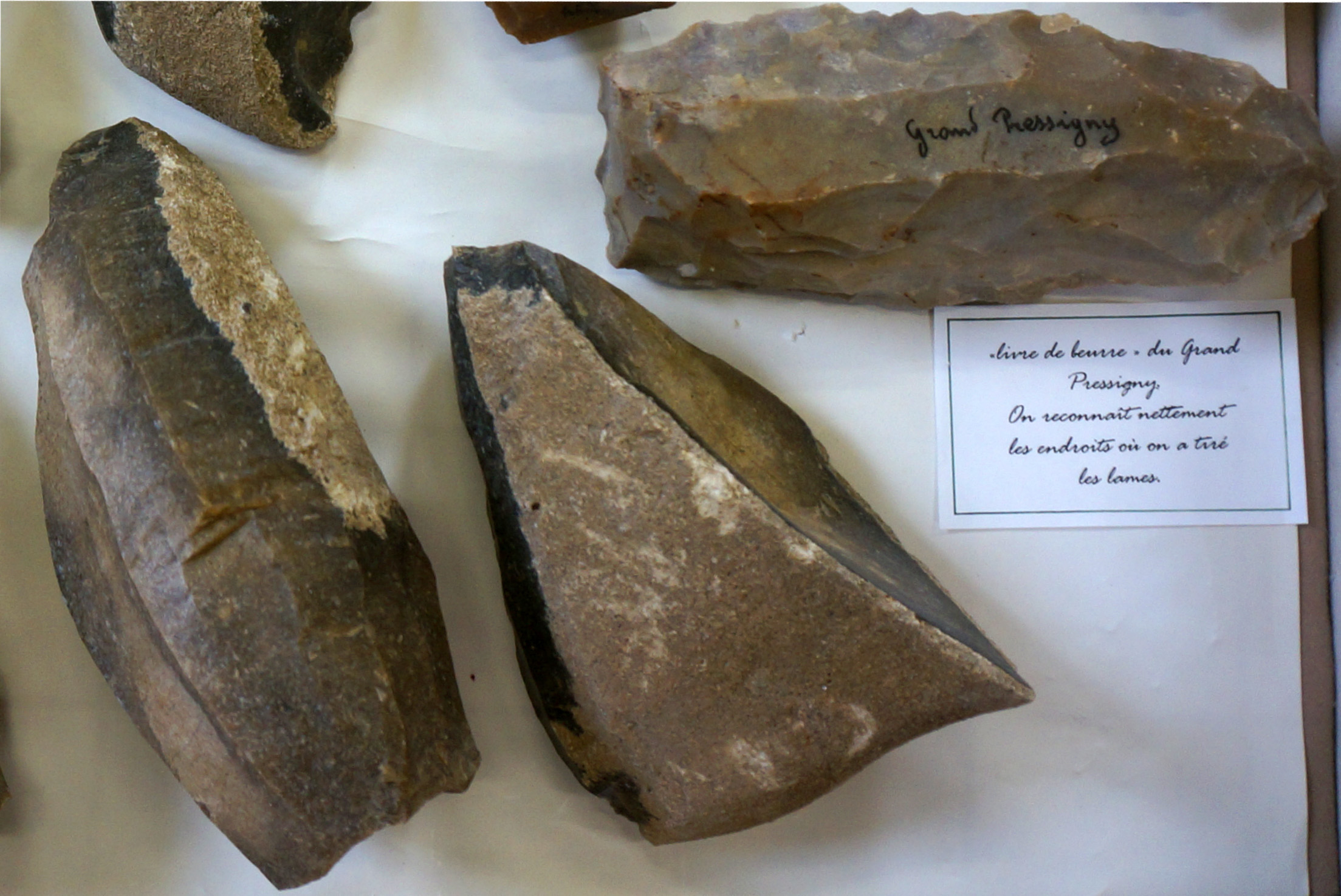
Nucléus trouvé sur la plateau.

Des traces anciennes ont été trouvées aussi bien au lieu-dit pont d'Husson qu'à St-Léger, mais aussi sur le plateau que forme actuellement la place de la mairie. Des temps où «les chasseurs moustériens avaient choisi les abris sous roches qui bordent la Soute » comme habitat. Lors de la  sédentarisation de ces populations, durant le néolithique, ces derniers se fixèrent sur le promontoire, où différentes campagnes de fouilles ont permis la découverte d'outils et d'armes en silex noir.

## Oppidum gaulois

### Occupation préhistorique
Plusieurs campagnes de fouilles archéologiques menées sur l'oppidum de Pons, notamment sur le site de La Dague, au nord de la ville, ont montré des traces d'occupation humaine remontant à l'époque du Second Âge du Fer, c'est-à-dire vers le Ve siècle avant l'ère chrétienne. 

### Oppidum des Santons
À l'époque gauloise, le promontoire rocheux est aménagé pour former l'oppidum de Pons. Il recouvrait alors une surface de soixante hectares et offrait les conditions idéales pour un site défensif, ce à quoi s'employèrent activement les premiers colons celtes.
En effet, dès les derniers siècles avant l'ère chrétienne, ce sont les Celtes, ou plus précisément les Santons, qui occupèrent activement le site actuel de la ville, correspondant à un oppidum de type "éperon barré". Ils y établirent une petite cité fortifiée qui "s'étendait derrière un rempart de blocs de calcaire et de terre, long de 1 200 mètres".

## Pons pendant la période gallo-romaine

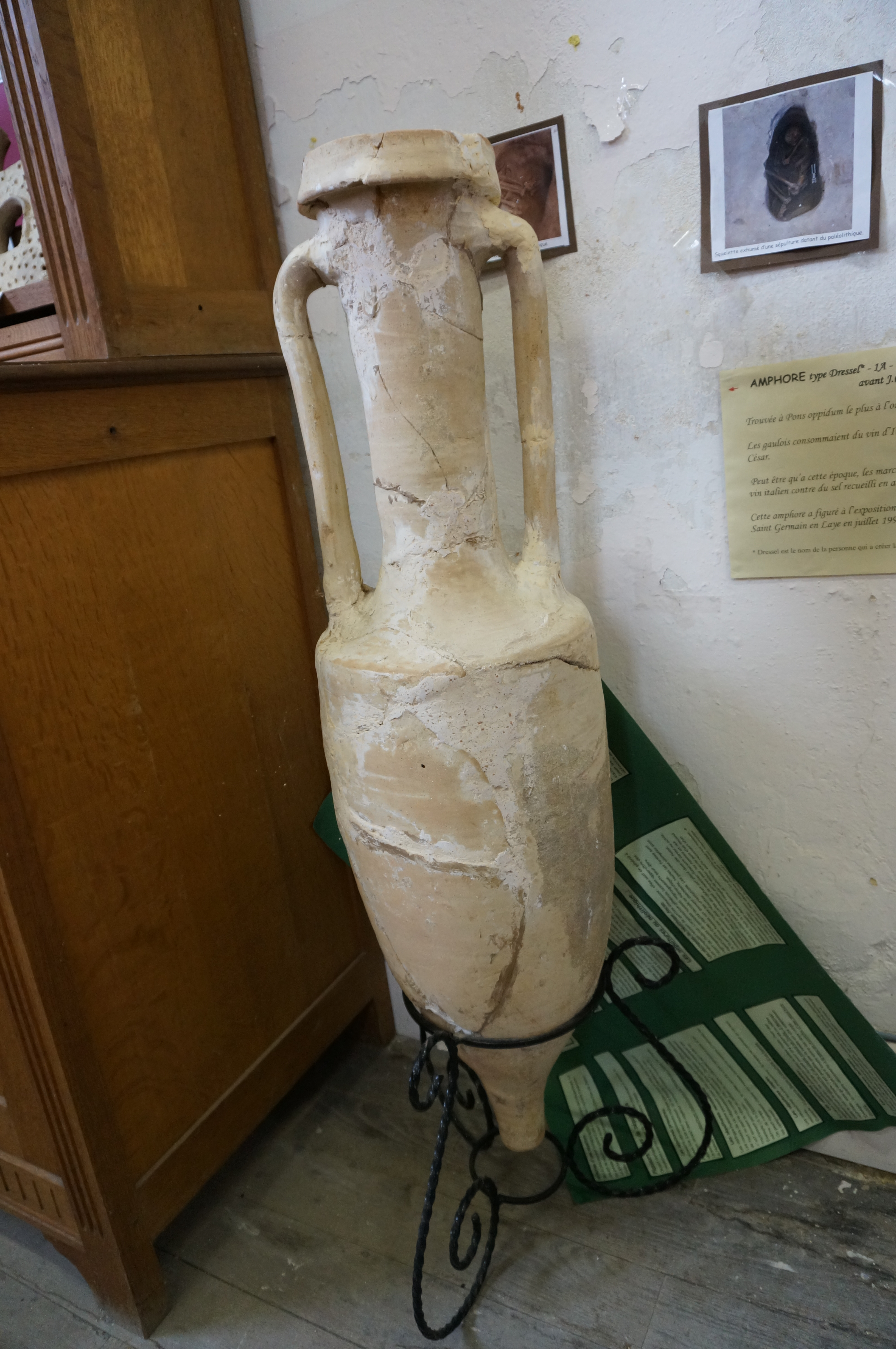
Amphore Dressel 1A témoin du commerce méditerranéen des Santons de Pons.

### Un établissement romain
Le nom de cet établissement n'est pas plus connu à la période romaine qu'à la précédente.
Lorsque les Santons se sont soumis aux armées de Jules César en 58 av. J.-C., les Romains ont remonté sans tarder la vallée de la Carantelos, l'actuelle Charente, et ont pu atteindre l'oppidum de Pons. Selon P. Sénillou, « il est fort probable que les Santons aient secrètement souhaité le concours puis la protection romaine pour se protéger aussi bien des trop fréquentes incursions côtières des Vénètes (...) que de la menace plus grave encore d'une imminente invasion des Helvètes ». Les Romains, en s'établissant sur le rocher déjà fortifié par les Santons, y laissent alors un simple détachement de quelques cavaliers casqués.
Mais après la révolte gauloise de 52 av. J.-C. il est possible que les Romains aient incendié l'oppidum de Pons, puis qu'ils l'aient transformé en castrum. Ils apparaissent alors sous les traits d'un «rude conquérant » prêt à mater toute tentative de soulèvement. Après l'"incendie du village gaulois", les Romains ont construit une petite cité romaine selon les règles urbanistiques de l'époque, où sur le promontoire rocheux "on assiste après l'occupation romaine, à un déplacement de l'habitat, d'une part vers la pointe de l'éperon, d'autre part vers le croisement des deux grandes voies délimitant le « Canton ». Il ne semble pas qu'on puisse invoquer simplement une extension de l'habitat car il ne parait pas y avoir eu superposition de l'habitat gaulois et de l'habitat gallo-romain".
L'occupation romaine du promontoire est confirmée en trois points de l'ancien oppidum de Pons, il devient un vicus dans les trois dernières décennies de la République romaine, c'est-à-dire la période allant de 52 av. J.-C. à 27 av. J.-C.. Il reste quelques vestiges comme un élément de corniche d'un fronton triangulaire, une statuaire romaine souvent imposante dont la statue d'une «déesse-mère, », un petit aqueduc et au carrefour des deux voies antiques, l'actuelle Chapelle-du-Fâ serait la réminiscence d'un fanum, aujourd'hui disparu ».
Selon P. Sénillou, les habitants de « l'oppidum assistent à des transformations stupéfiantes, à l'éclosion d'édifices éblouissants de blancheur, de proportions surprenantes comme on n'en avait jamais vu encore ici, sur la falaise ».
Les Romains ont établi plusieurs fronts de colonisation (le long de la vallée de la Seugne et de part et d'autre de la vallée en direction d'Archiac et de Gémozac, ainsi qu'en direction de la Forêt de Pons) et implanté des villae qui sont devenues plus tard les villages, signalés par leur toponymie typique avec la terminaison en « ac ».

### Pons pendant le Haut Empire romain
La découverte au début du XIXe siècle dans une place centrale de la ville de «blocs de pierre qui avaient appartenu à un ou plusieurs monuments du Haut-Empire » atteste que la ville eut une période d'occupation romaine et de développement urbain en même temps que Mediolanum Santonum, capitale de l'Aquitaine augustéenne attestée juste avant le Ier siècle de l'ère chrétienne. 
De rares vestiges, témoignent de l'époque du Haut Empire romain, comme les deux bornes milliaires d'origine gallo-romaine à l'intérieur du passage voûté du porche Saint-Gilles. 
Pons était à un "carrefour routier" par lequel divergeaient les voies impériales, l'une en direction de Bordeaux, via Consac où une borne impériale a été découverte, et l'autre en direction de Périgueux, via Chadenac où une borne impériale est encore visible. 
Le site était desservi par la voie impériale, qui reliait Limonum à Burdigala via Mediolanum Santonum, mentionnée dans l'Itinéraire d'Antonin et dans la Table de Peutinger.

### Le déclin pendant le Bas Empire romain
Après que le site ait été abandonné à la fin du règne de Tibère, en même temps d'ailleurs que celui d'Aunedonnacum, actuelle Aulnay, Pons entre dans une longue période de léthargie qui durera jusqu'à la fin du Bas Empire. 
Pendant le Bas  Empire romain, la cité végète, tandis que Mediolanum Santonum s'entoure de ramparts de près de 4 mètres d'épaisseur. 
Des habitants reconstruisirent la cité haute, P. Sénillou explique que "la dispersion des quelques blocs colossaux en réemploi dans les murailles confirmerait qu'ici, comme dans toutes les cités gallo-romaines, la terreur des invasions barbares du IIIe siècle fit sacrifier sans scrupule les plus beaux monuments à l'urgente nécessité de se protéger derrière un rempart".
La paix et la prospérité reviennent pendant le IVe siècle, "les coteaux saintongeais sont de nouveau couverts de vignes et de prés verdoyants", la petite cité aurait pû retrouver un nouvel essor. 
Mais Pons a du connaître une destruction quasi totale du Ve siècle au VIIIe siècle car même l'archéologie n'est d'aucun secours pour éclairer cette période de l'histoire de la ville.

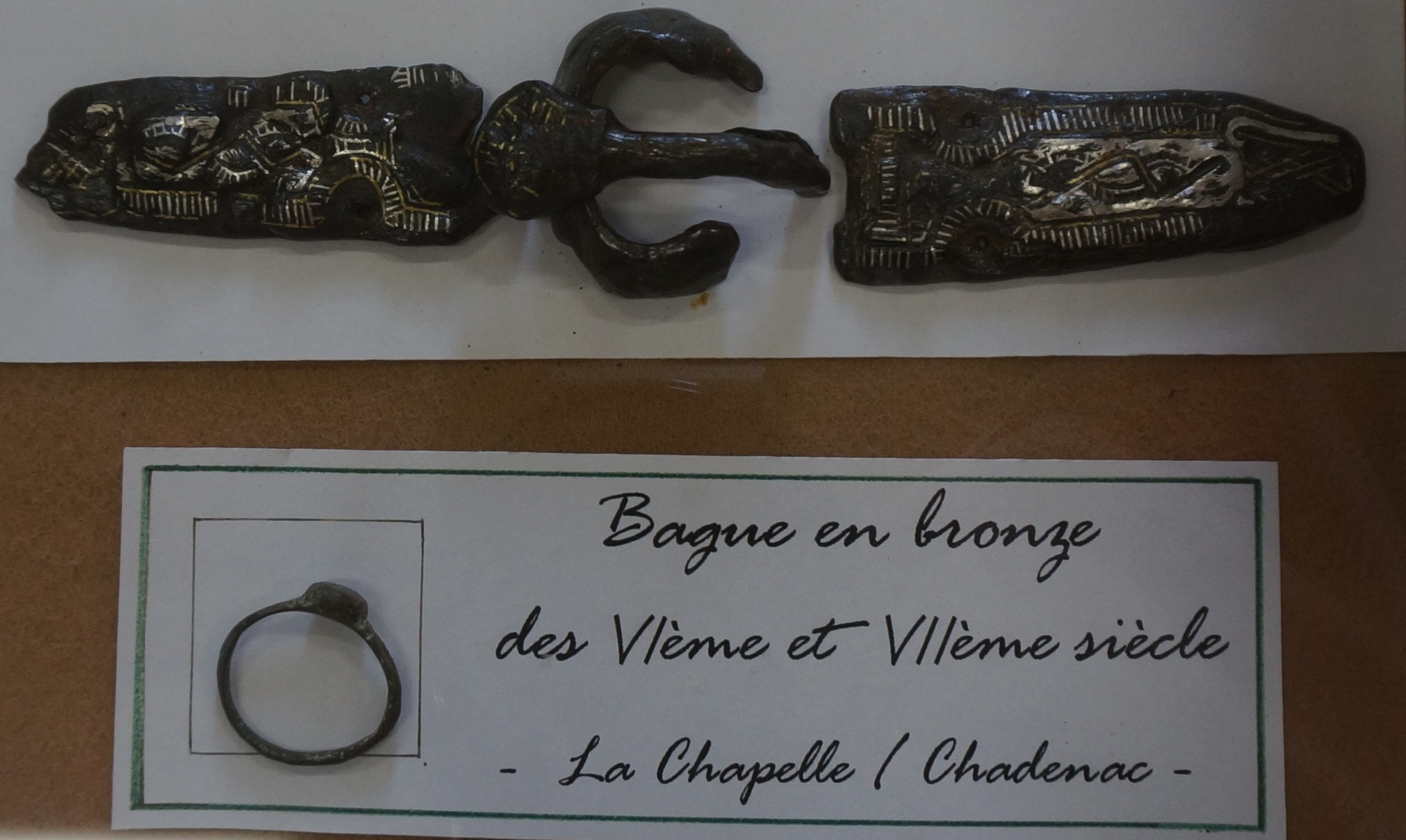
Boucle de ceinture et bague du VIIe siècle à Pons.

Il n'y a donc pas de continuité avec la petite cité de Pons sera créée au début du Moyen Âge grâce à l'essor du christianisme en Saintonge.

## Pons, une création médiévale

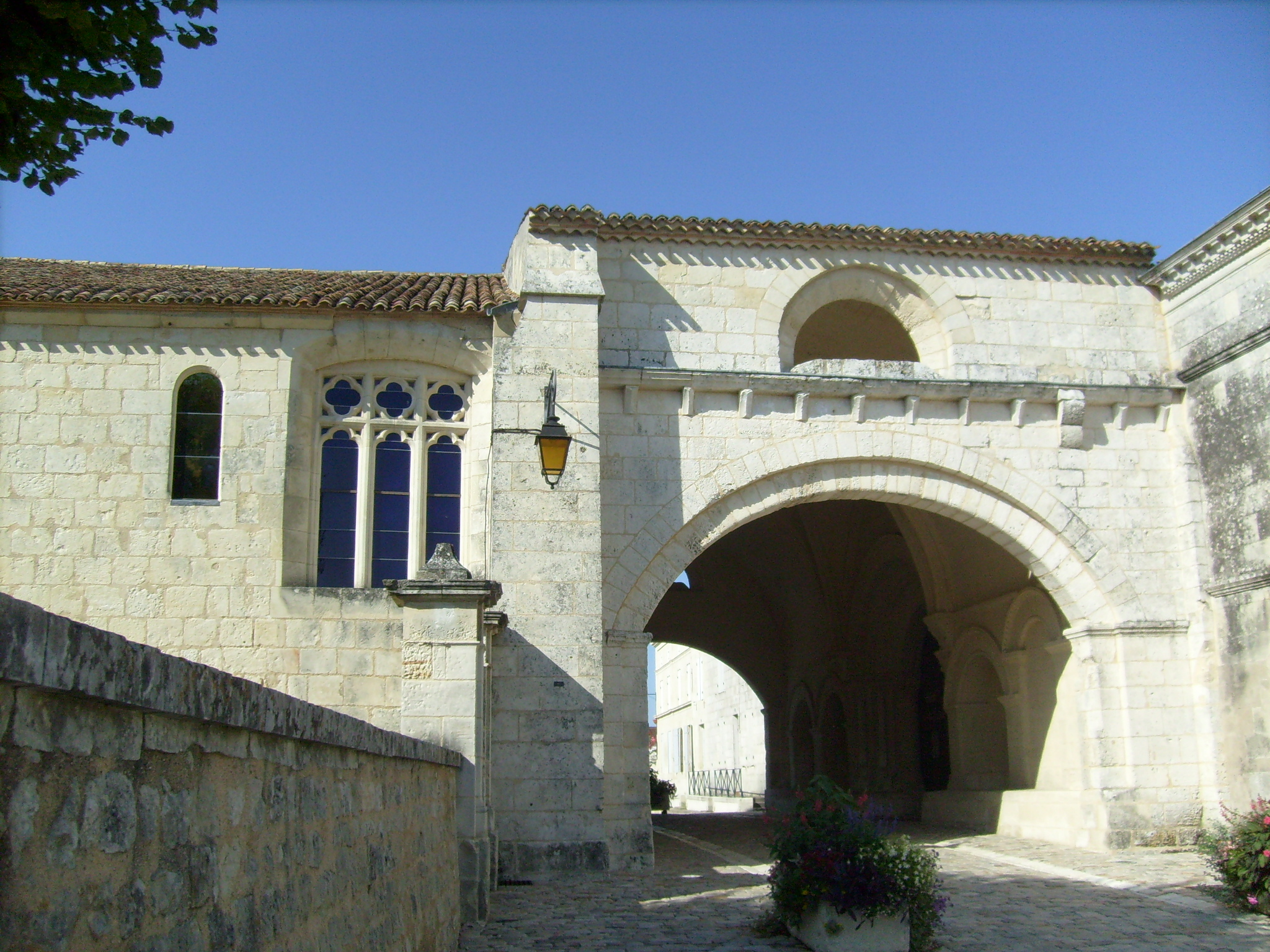
Pons devient un centre important pour le pèlerinage de Saint-Jacques-de-Compostelle au Moyen Âge.

### Viguerie carolingienne
La vie de la cité s'organise autour d'un château fort et de son église Saint-Martin qui est construite au IXe siècle et appartient aux prieurs des Bénédictins.
Du XIe siècle au XIIe siècle, la seigneurie de Pons appartenait à une famille qui détenait le siège d'une viguerie relevant directement du roi.

### Un pont qui donne son nom à la seigneurie
Le nom de Pons apparait pour la première fois en 1160, comme celui de Bertrand, premier seigneur, dans les plus anciens registres de la ville. Ponto dans un manuscrit du début du XIIe siècle, proviendrait des ponts sommaires qui enjambaient la Seugne et ses nombreux bras de rivière. Ces constructions courantes au Moyen Âge, qui étaient composées de madriers ou de rondins juxtaposés afin de faciliter le passage des charrettes, se nommaient alors pontis, terme latin à l'origine du mot pont.
Au début du XIIe siècle, la Saintonge est dans la mouvance des comtes-ducs d'Aquitaine, et trois grands vassaux se partagent ses terres : les seigneurs de Cognac, ceux de Taillebourg, et les sires de Pons "qui commencent à affirmer leur pouvoir".
Les sires de Pons,,, aussi appelés princes de Pons (le titre de prince décorait un certain nombre de seigneurs aquitains), avaient construit une tour et fait établir des ponts en bois sur la Seugne afin de réaliser une route en direction d'Archiac, alors siège d'une sénéchaussée et d'un archiprêtré duquel dépendait la paroisse de Pons.

### Pons en Saintonge anglais
À partir de 1152, la Saintonge devient une  possession anglo-angevine placée sous l'autorité d'Henri II Plantagenêt, qui, en sa triple qualité de comte d'Anjou et de Touraine (par son père Geoffroy ), de duc de Normandie (par sa mère Mathilde) et de duc d'Aquitaine comte de Poitiers (aux droits de sa femme Aliénor), outre son titre de roi d'Angleterre (à partir de 1154), apparaît comme l'un des plus puissants seigneurs de France. Les seigneurs de Pons prêtent allégeance et reconnaissent l'autorité de son fils, Richard Cœur de Lion, à la tête du duché d'Aquitaine vers 1170. Pour autant, certains barons saintongeais supportant mal la tutelle du duc d'Aquitaine décident de remettre en cause son autorité et se soulèvent contre lui. Nombre de révoltes nobiliaires éclatant dans la province, Richard Cœur de Lion décide de faire un exemple de la place forte de Pons, principale citadelle de la rébellion. Il fait raser jusqu'à ses fondations l'ancienne tour féodale en 1179.
Cependant, le seigneur de la ville, Geoffroy III de Pons (en), par un habile compromis avec Richard Cœur de Lion, parvient à obtenir l'autorisation de faire édifier un nouveau château fort qui est construit à partir de 1180, tandis que le puissant et massif donjon est érigé en 1185. Son impressionnante élévation pour l'époque, il monte jusqu'à 30 mètres de hauteur, en fait une des constructions les plus remarquables de la Saintonge du Moyen Âge. 

### Fortification de la ville
Au XIIIe siècle, Pons a renforcé son système de fortifications et est devenue une véritable forteresse où "la "ville haute" est entièrement ceinturée par un rempart muni de six portes fortifiées et en son centre s'élève l'imposant château fort" dont le célèbre donjon de Geoffroy III de Pons.

Pons sur la Via Turonensis.

Dès la fin du XIIe siècle, la petite cité s'ouvre largement au puissant mouvement de la chrétienté et fait édifier de nouvelles églises. Outre la très ancienne église bénédictine, consacrée à Saint-Martin, une chapelle dédiée à Notre-Dame, une autre dédiée à Saint-Vivien, et un hôpital géré par les frères Saint-Nicolas s'implantent aux abords du rocher fortifié. Pons compte alors trois paroisses dans son enceinte et au-dehors des murs, Saint-Martin pour la «ville haute», Saint-Vivien et l'Hôpital pour la «ville basse», ainsi qu'une commanderie de l'Ordre de Malte fondée en 1260 et plusieurs couvents (Récollets, Cordeliers, Jacobins...). Pons devient alors une ville-étape sur le chemin du pèlerinage à Saint-Jacques-de-Compostelle, dénommé depuis lors la Via Turonensis.
Dans la période comprise entre 1230 et 1241, les Lusignan-Taillefer, comtes d'Angoulême et importants seigneurs du Poitou, règnent sans partage sur la Saintonge où ils ont, entre autres, la suzeraineté de la seigneurie de Pons. D'autant qu'Hugues X de Lusignan est le beau-père du roi plantagenêt Henri III, petit-fils d'Henri II, et que son fils Hugues XI est le demi-frère du souverain anglo-aquitain !
Mais en 1241 éclate un conflit suscité par le roi de France, Louis IX, qui ne peut laisser subsister un si puissant féodal. Il désire alors reconquérir les terres du Poitou, de l'Aunis et de la Saintonge. Or, le sire de Pons, est vassal des Lusignan, et est du côté des Plantagenêts.

### Le traité de Pons de 1242
En 1242, la ville est en ébullition, des événements graves se préparent où doivent s'affronter les armées des rois de France et d'Angleterre en terre saintongeaise. Après que le roi Henri III d'Angleterre a débarqué avec une armée nombreuse à Royan le 12 mai 1242, il installe son camp à Pons avec l'aide du seigneur des lieux, Renaud II de Pons (en). Il y rejoint également son parent Hugues de Lusignan et Raymond VII de Toulouse qui cherche à compenser le traité de 1229 qui lui a ôté la plus grande part de ses terres. Sûr de cette coalition, il pense ainsi pouvoir faire infléchir la décision de Louis IX, plus connu sous le nom de Saint-Louis, afin d'éviter la confrontation. Mais Saint-Louis passe outre aux injonctions du roi d'Angleterre et défait l'armée de Henri III d'Angleterre lors de la bataille de Taillebourg le 21 juillet 1242 et devant Saintes le 22 juillet. 
C'est alors qu'à la veille de la célèbre bataille de Taillebourg, le sire de Pons se rallie au camp des Capétiens.
Le roi Saint-louis fait dresser le 1er août un camp dans la prairie, au pied du château de Pons, où il reçoit la soumission des seigneurs poitevins et saintongeais, dont Renaud de Pons qui entretemps a abandonné la cause anglaise. Il impose alors aux Lusignan-Taillefer les très dures conditions du traité de Pons qui est appliqué le 3 août 1242. Les possessions territoriales de la puissante famille des Lusignan-Taillefer sont divisées en cinq parties, et la Saintonge entre pour la première fois dans le domaine capétien.

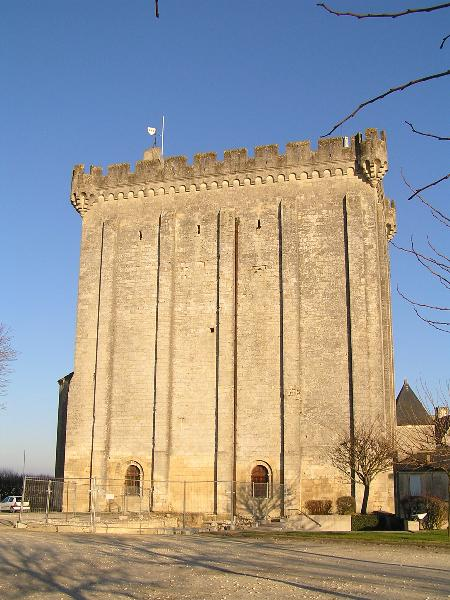
Le donjon de Pons. La ville est une forteresse médiévale dominée par son puissant donjon.

Ce traité a hautement avantagé les sires de Pons qui deviennent les seigneurs les plus puissants de la Saintonge. Pons est alors parvenue à son apogée pendant la période médiévale, détenant le siège d'une seigneurie qui relevait directement de la Couronne. Sa juridiction s'étendait sur 52 paroisses, et sur plus de 250 fiefs nobles, et jouissait de tous les droits de suzeraineté, comme de battre monnaie, d'avoir haute, moyenne et basse justice.
À la suite du traité de Pons, la paix est retrouvée et la prospérité assurée, où de 1242 à 1271, l'Aunis et la Saintonge font partie des domaines d'Alphonse de Poitiers, frère de Saint-Louis.
Pendant cette période d'accalmie, Pons s'ouvre aux mouvements monastiques qui caractérisent le XIIIe siècle. Ainsi, les Franciscains, puis les Dominicains ouvrent des monastères dans la ville et contribuent à mettre en valeur les campagnes environnantes.
Mais en 1286, Pons revient dans le giron anglo-aquitain après qu'une partie de la Saintonge, au sud du fleuve Charente, a été restituée au roi d'Angleterre, duc d'Aquitaine (Edouard Ier). En raison de son caractère stratégique, la ville-forte est convoitée par les Français, qui s'en emparent à plusieurs reprises (notamment en 1294, année où Philippe le Bel s'empare brièvement de la Saintonge).

### Le siège de Pons de septembre 1372

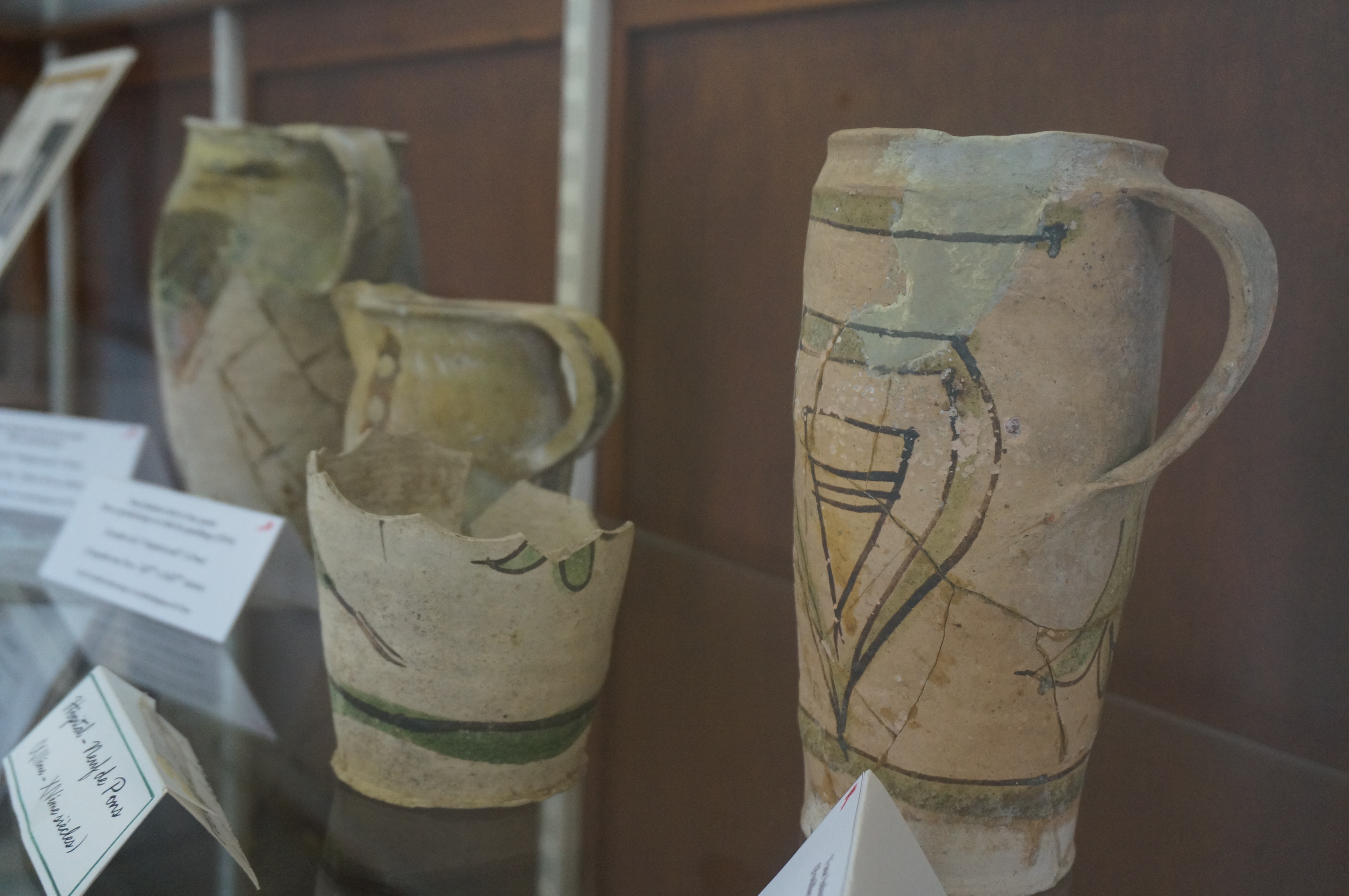
Poteries de Pons,.

Le traité de Brétigny, signé en 1360, consacre la possession de l'Aunis et de la Saintonge au roi d'Angleterre et duc d'Aquitaine Édouard III.
Après une décennie, Pons, comme la quasi-totalité reste de la province à laquelle elle appartient, redeviendra possession française grâce à l'intervention décisive du connétable Bertrand Du Guesclin, au côté duquel le sire de Pons, Renaud VI de Pons, va brillamment s'illustrer.
Ce dernier participe au siège de Soubise qui a lieu les 22 et 23 août 1372, et auprès duquel Du Guesclin lui envoie un renfort composé de 300 bretons et picards placés sous son commandement. La victoire assurée contre le captal de Buch, vassal fidèle du roi Édouard III, le sire de Pons, Renaud VI de Pons, secondé du célèbre connétable, obtiennent les redditions des îles (Ré et Aix) le 26 août, de La Rochelle et d'Angoulême le 8 septembre, de Surgères le 19 septembre, de Saint-Jean-d'Angély et Taillebourg le 20 septembre, et de Saintes le 24 septembre 1372.
À la fin septembre 1372, Pons est assiégée à son tour mais la cité fortifiée se livre sans résistance et accueille en héros son seigneur. Elle lui ouvre largement les portes "... et le sire de Pons entra dans sa ville, où il fut reçu à grande joie".
La ville redevient possession française après la reconquête des provinces de l'Aunis et de la Saintonge par le roi Charles V, "puis en 1380, Charles V récompensait la loyauté du sire de Pons en lui donnant l'île d'Oléron, et la seigneurie de Broue avec ses riches marais".
Après la mort du roi Charles V, le seigneur de Pons, Renaud VI, étend son domaine en s'octroyant le bailliage de Marennes, alors situé dans la toute nouvelle province d'Aunis : "La minorité du jeune Charles VI livrait le pouvoir à ses oncles et à leurs favoris. Renault, sire de Pons, demanda et obtint d'eux l'île d'Oléron et le bailliage de Marennes, déclarés par Charles V terres royales de la juridiction d'Aunis".

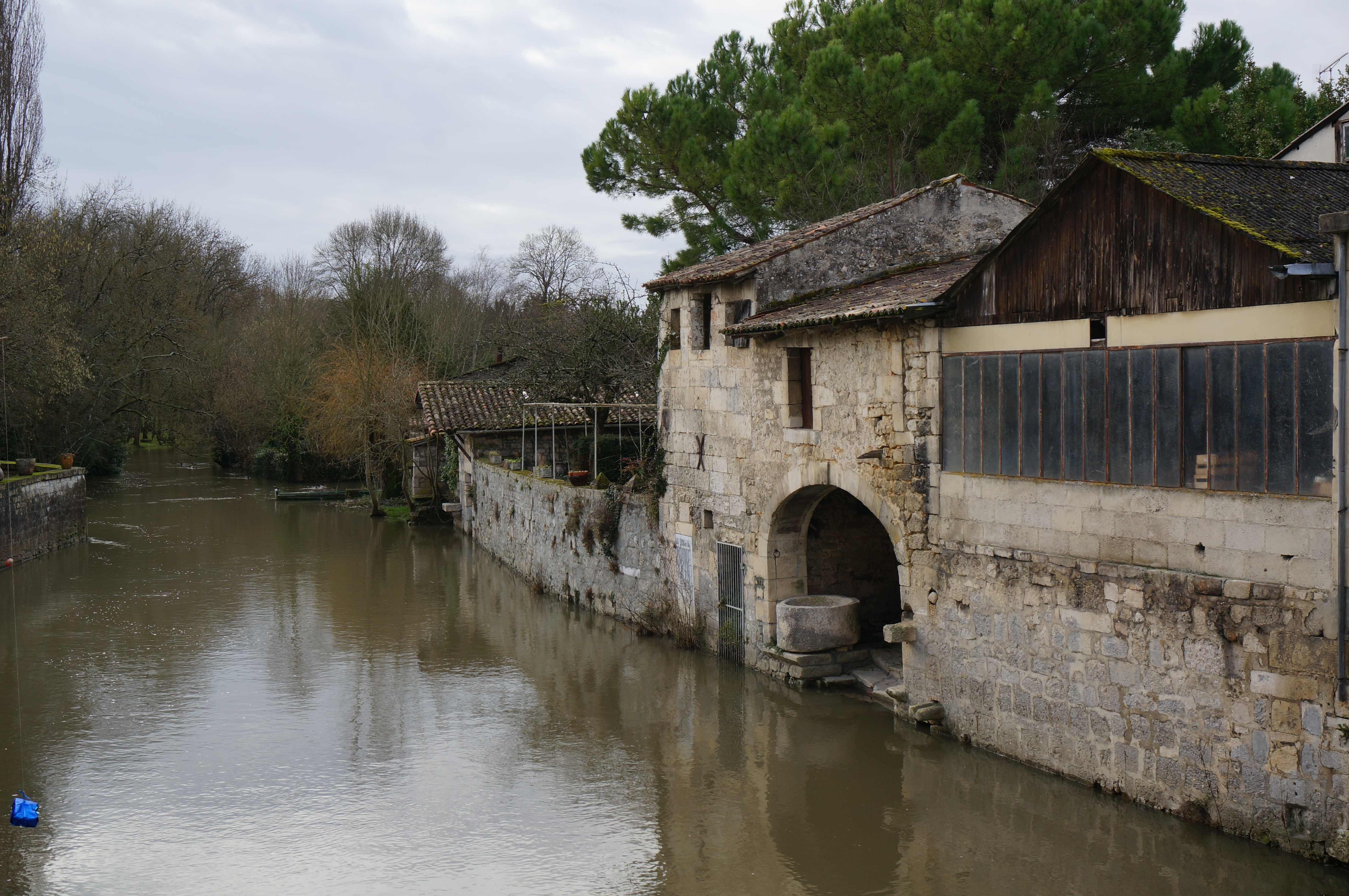
Exemple de tannerie sur la Seugne.

Les seigneurs de Pons disposent alors de territoires fort étendus, et près de la ville, ils possèdent notamment la Forêt de Pons qui a échappé aux mains des puissantes abbayes. Cette forêt — immense à cette époque, elle s'étendait sur plus d'un millier d'hectares — servait de réserve giboyeuse pour les  "grandes chasses", et fournissait des revenus fort conséquents pour leur propriétaire qui, en exploitant les chênes, produisaient "du tanin nécessaire à la trentaine de tanneurs établis dans la ville".
Parvenus au fait de leur puissance féodale, les sires de Pons auraient proclamé cet adage populaire bien connu en Saintonge: 
Si le roi de France ne puis être,
sire de Pons voudrais être.
Seulement, la Guerre de Cent ans est loin d'être finie et les vicissitudes du conflit franco-anglais reprennent de plus belle.

### Pons à la fin de la Guerre de Cent Ans
Au début du XVe siècle, la guerre prend une nouvelle ampleur et le roi de France, Charles VI, a besoin d'argent pour financer ses campagnes militaires. Les États provinciaux se réunissent à Saintes en 1406 et refusent de prendre part au financement des troupes françaises. Ils se réunissent de nouveau en Saintonge, en 1412 et 1413, puis la dernière fois à Pons en 1417.
Mais le désordre s'installe et une terrible période d'insécurité et de violence s'empare de la Saintonge pendant le règne de Charles VII qui ne maîtrise plus la situation. 
Cependant, une certaine accalmie commence à s'installer dans les campagnes à l'est de la Saintonge, où le front des hostilités qui continuent d'opposer les Anglais aux Français se déplace progressivement vers l'ouest, entre Marennes et Saintes, épargnant dès lors Pons et sa région. Mais le seigneur de Pons, alors Jacques de Pons, participe aux différents sièges et batailles qui ont lieu dans cette partie de la Saintonge pour délivrer la province du joug anglais. En 1433, il assiste au siège de Mornac-sur-Seudre qui est arraché aux mains des Anglais puis, en 1441, libère le château de Taillebourg aux côtés du roi Charles VII où "il secondait le roi dans ces expéditions".
Lorsque le roi Charles VII reconquiert les provinces de la Saintonge et de l'Aunis, il met pratiquement fin à la Guerre de cent ans à la suite du siège de Montguyon en 1451. Cependant, dès l'année suivante, les Anglais brisent cette paix et reconquièrent sous les ordres de Talbot le sud de la Saintonge, en s'emparant notamment de Chalais et de Montendre, petites places fortifiées, puis  en remontant progressivement la vallée de la Seugne où ils assiègent Jonzac. Pons est de nouveau en danger et la forteresse en état d'alerte maximum. Mais en juin 1453, ces petites villes sont reprises aux Anglais et la Guerre de Cent Ans cesse définitivement à la suite de la célèbre victoire de Castillon-la-Bataille.
La Saintonge est certes libérée du joug anglais mais son économie est exsangue. Pons, comme toutes les autres villes, sort affaibli de ce long conflit qui a amené le déclin de la ville et de son économie. À la fin du Moyen Âge, elle est devenue "un gros bourg féodal avec ses faubourgs", plutôt qu'une véritable ville, le réveil viendra un temps pendant le XVIe siècle.

## LeXVIesiècle: une place forte protestante
La Réforme protestante a joué un rôle considérable dans la petite cité où Pons est devenue un des fiefs protestants les plus ardents en Saintonge jusqu'à ce qu'elle soit assiégée par les troupes royales de Louis XIII qui y mit fin de façon quasi définitive à partir de 1621. 

### Une citadelle protestante en Saintonge

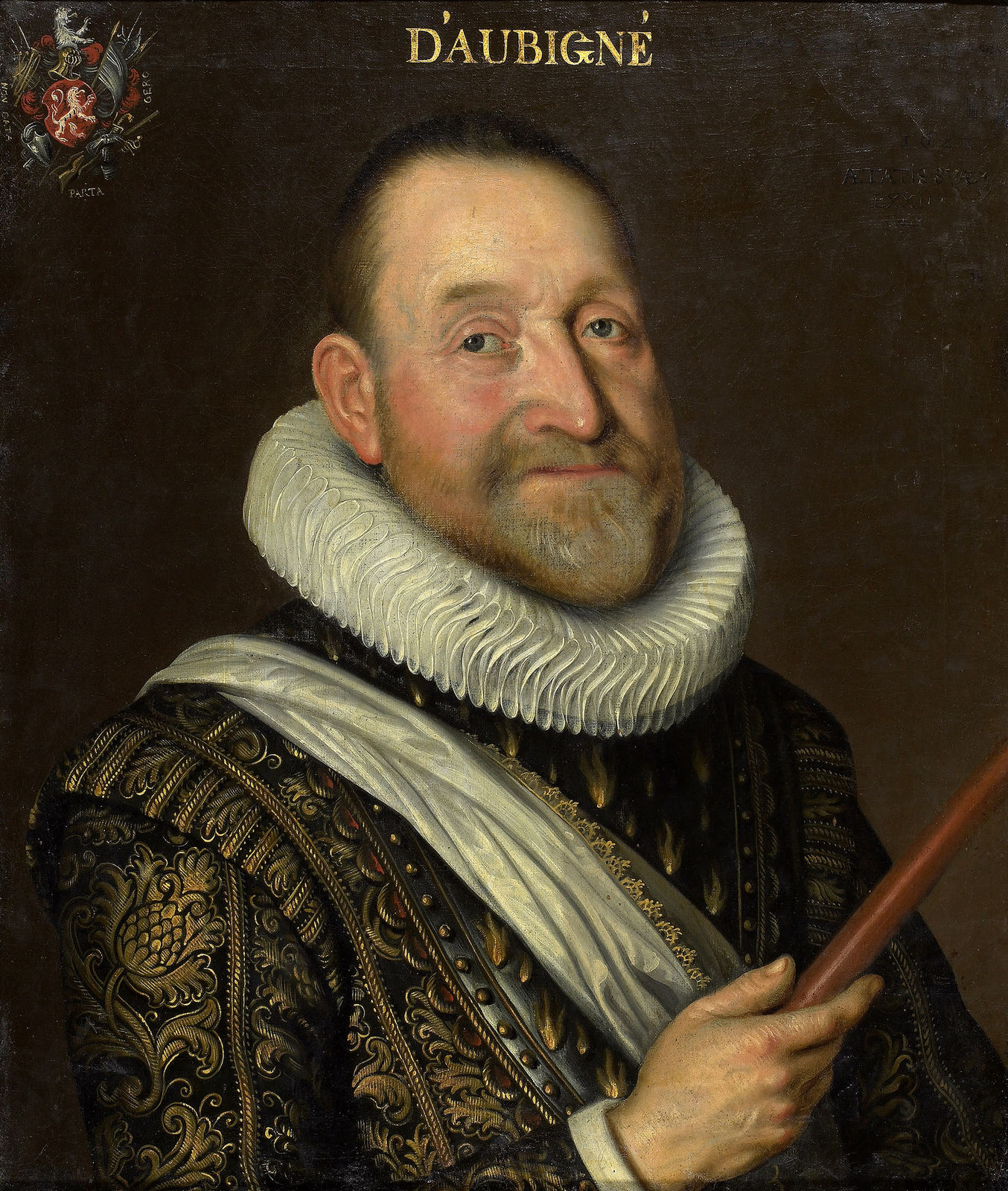
Agrippa d'Aubigné, figure illustre du protestantisme à Pons et en Saintonge.

Antoine (1510-86), sire de Pons, et sa première épouse Anne de Parthenay ont séjourné à la cour de Ferrare, dont la duchesse, Renée de France, a hébergé et protégé Calvin. De leur retour vers 1550 jusqu'au décès d'Anne en 1555, ils se montreront d'ardents propagateurs des idées calvinistes, encourageant notamment des adeptes méritants de la nouvelle religion, tels que Bernard Palissy, potier à Saintes.
La petite cité devient rapidement un des hauts lieux de diffusion des idées de la foi réformée en Saintonge qui se propage le long de la vallée de la Seugne, en direction de Fléac-sur-Seugne et de Jonzac notamment, et au-delà de la Forêt de Pons, à Gémozac en particulier. Dès 1559, "la ville est gagnée à la Réforme". 
Néanmoins, après la disparition d'Anne de Parthenay (leur fille Anne de Pons marie François Martel de Lindebeuf, † injustement supplicié en 1568, d'où la succession de Marennes et Oléron à leur fils Isaac et leur petit-fils Gédéon Martel), Antoine de Pons s'est remarié avec Marie de Montchenu, fille de Marin, dame de Guercheville et de Nieuil, une fervente catholique attachée au parti des Guise. Parmi leurs enfants, ils ont deux filles prénommées Antoinette. L'aînée, dame de Pons, épousera Henri d'Albret-Miossens, cousin de Jeanne d'Albret, cheffe du parti protestant. Henri Ier d'Albret-Miossens prendra donc la suite de son beau-père à la tête de la seigneurie de Pons. La cadette, Antoinette de Pons, marquise de Guercheville, sera dame d'honneur de Marie de Médicis et, soutien actif des missions jésuites et des expéditions vers la Nouvelle France, titrée « souveraine du Canada » par Henri IV.
En changeant d'épouse, Antoine a aussi changé de conviction religieuse puisqu'il va alors combattre les protestants avec autant d'ardeur qu'il les avait autrefois soutenus.   
La ville n'échappe pas aux affres des guerres de religion qui commencent en mars 1562 avec le massacre de Wassy et dont les répercussions en Aunis et en Saintonge ont été particulièrement dramatiques. Durant toute la période des guerres de religion, la ville, patrie du chef protestant et poète Agrippa d'Aubigné, est plusieurs fois assiégée.  
En 1568, au terme d'un siège sanglant de Pons par les protestants ,, dont le jeune Agrippa d'Aubigné, Antoine de Pons est emmené, à la suite d'une trahison, comme prisonnier à La Rochelle  devenue une citadelle du protestantisme.   
La ville subit un deuxième assaut en juillet 1570, où quatorze  compagnies papistes qui s'apprêtaient à entrer dans la ville sont mis en déroute par un corps d'arquebusiers sous la houlette de l'audacieux d'Aubigné. 
Deux années plus tard la ville est de nouveau aux mains des Papistes qui y tiennent une garnison à la suite de la sinistre nuit de la Saint-Barthélémy du 24 août 1572.
Pons subit un troisième siège qui eut lieu en février 1574 et fut remporté par les troupes calvinistes à l'instigation de François de La Noue, "proclamé chef des Protestants pour les provinces de l'Ouest". La ville y subit de grands dommages où les bâtiments religieux sont saccagés comme l'église Saint-Sauveur, la chapelle Saint-Gilles ou incendiés comme l'église Saint-Martin et son prieuré. Après ce siège victorieux pour le camp huguenot, Pons demeure longtemps une véritable citadelle protestante en s'entourant de murailles et en y logeant une importante garnison calviniste. La ville se reconstruit derrière ses nouveaux remparts, et fait édifier son premier Temple réformé qui est inauguré le 1er février  1576, "à l’emplacement de l’église Saint-Sauveur", en présence de François de La Noue. Le nouveau Temple y reçoit également la même année le synode provincial des églises réformée de Saintonge pendant sept jours.
Les tenants de la "Sainte Ligue", sous la houlette de Henri de Guise, brisent la "Paix de Monsieur" conclue le 6 mai 1576 qui accordait aux Protestants  des concessions très favorables pour leur parti. Ils prennent Brouage en août 1577 et s'emparent d'un grand nombre de places fortes en Haute Saintonge donc Jonzac où le duc de Mayenne y fixe son quartier général. La citadelle protestante de Pons est alors très sérieusement menacée mais le nouveau Traité de Bergerac, signé le 17 septembre 1577, sauve la ville in extrémis. La cité a providentiellement échappé à un désastre certain et entre dans une longue période d'accalmie où "à compter de ce moment-là et pendant 44 ans, Pons va rester de manière continue l'un des plus importants bastions de la Réforme en Saintonge alors que tout près, Saintes est aux mains du pouvoir royal".
C'est dans cette période de calme relatif que la dynastie agnatique des Sires de Pons s'arrête définitivement en 1586 avec Antoine de Pons ci-dessus, qui meurt sans héritier mâle direct. Une autre lignée prend la suite, les d'Albret-Miossens évoqués plus haut [Henri Ier d'Albret et sa femme Antoinette de Pons — la fille aînée d'Antoine de Pons — ont pour successeur leur fils Henri II, lui-même père du maréchal César Phébus, par ailleurs prince de Mortagne par achat en 1655 ; la fille de ce dernier, Marie-Françoise d'Albret (1650-1692), se marie 1° en 1662 avec son cousin, Charles-Amanieu marquis d'Albret, † 1678, puis 2° en 1682 avec Charles de Lorraine comte de Marsan (1648-1708) : comme Marie-Françoise est sans postérité, Pons et Mortagne restent à son deuxième époux, remarié en 1696 à Catherine-Thérèse de Goyon-Matignon, d'où la suite des princes de Pons avec leur fils Charles-Louis (1696-1755)].
Devenue place forte de sûreté réformée avec la promulgation de l'édit de Nantes en 1598, le calvinisme s'enracine plus que jamais dans la petite citadelle protestante. Un second temple y est alors édifié, remplaçant le premier qui s'est avéré trop petit, "un édifice plus vaste le remplace vers 1603.

### Le siège de Pons en 1621

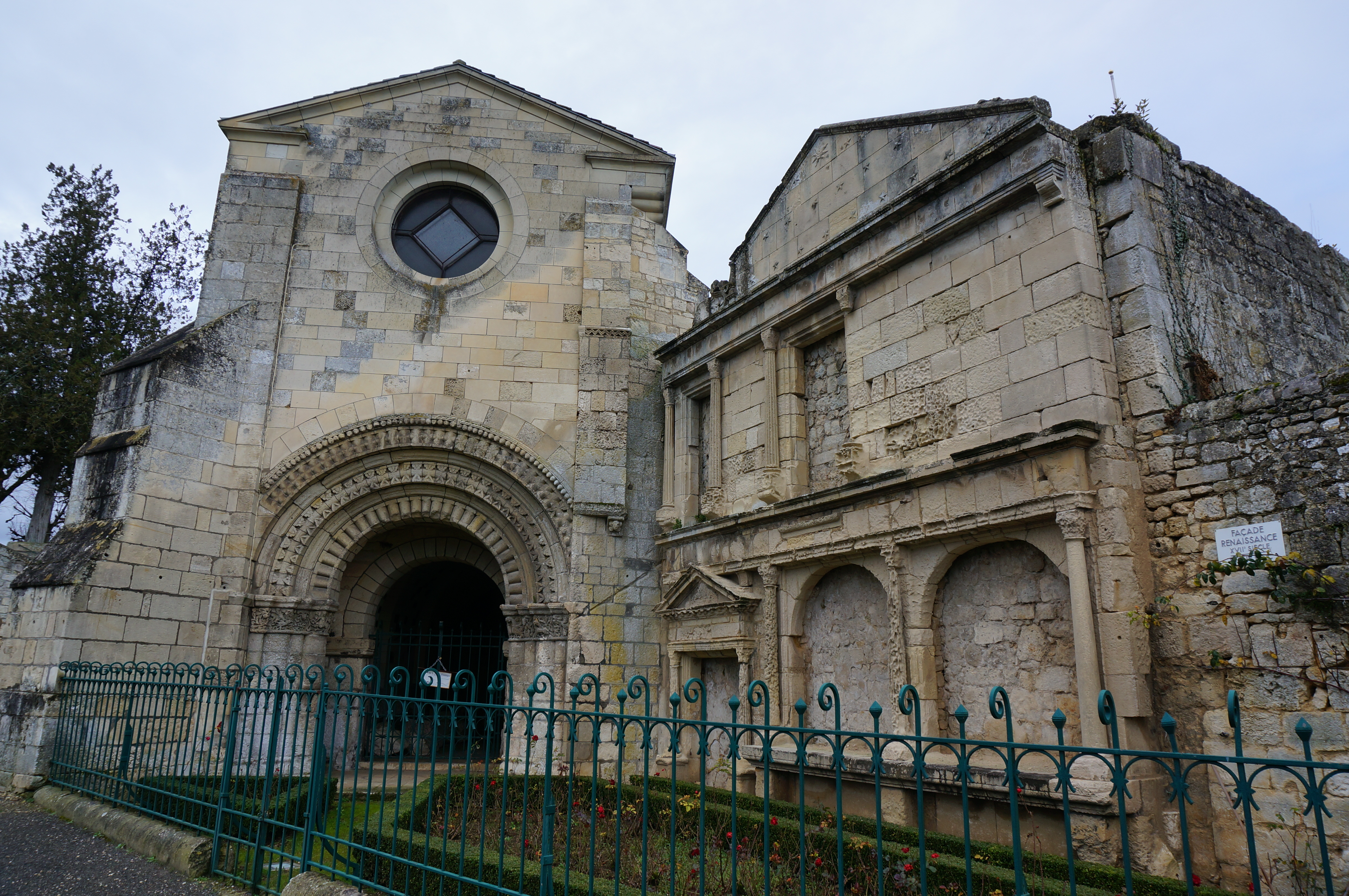
Façade renaissance de Pons, à droite, replacée sur le côté de la chapelle st-Gilles.

La ville sera finalement reconquise par les troupes du roi Louis XIII en 1621 et son site fortifié rasé en 1622 sur ordre du roi, dont seul subsiste le donjon.
En 1629, le temple protestant est confisqué et devient la chapelle des Récollets, avant d’être érigé en église paroissiale Saint-Martin. 
« L’église Saint-Martin présente un intérêt indéniable pour l’histoire du protestantisme car toute sa partie ouest constitue le seul vestige architectural d’envergure connu dans la région d’un temple protestant construit entre l’édit de Nantes et sa révocation »
 La reconquête catholique, amorcée bien avant la révocation de l'édit de Nantes de 1685 et encouragée par Louis XIII et le cardinal de Richelieu, est déjà en place où, à partir de 1619, les Cordeliers s'installent dans la ville, suivis des Récollets en 1621. Il s'agit d'ordres monastiques, issus de la Contre-Réforme catholique, de création ancienne. Ces monastères sont complétés en 1631 par l'installation des religieuses dans une maison d'éducation créée d'abord à Saintes, les "Nostre-Dame".

## Pons auXVIIIesiècle: une sénéchaussée secondaire

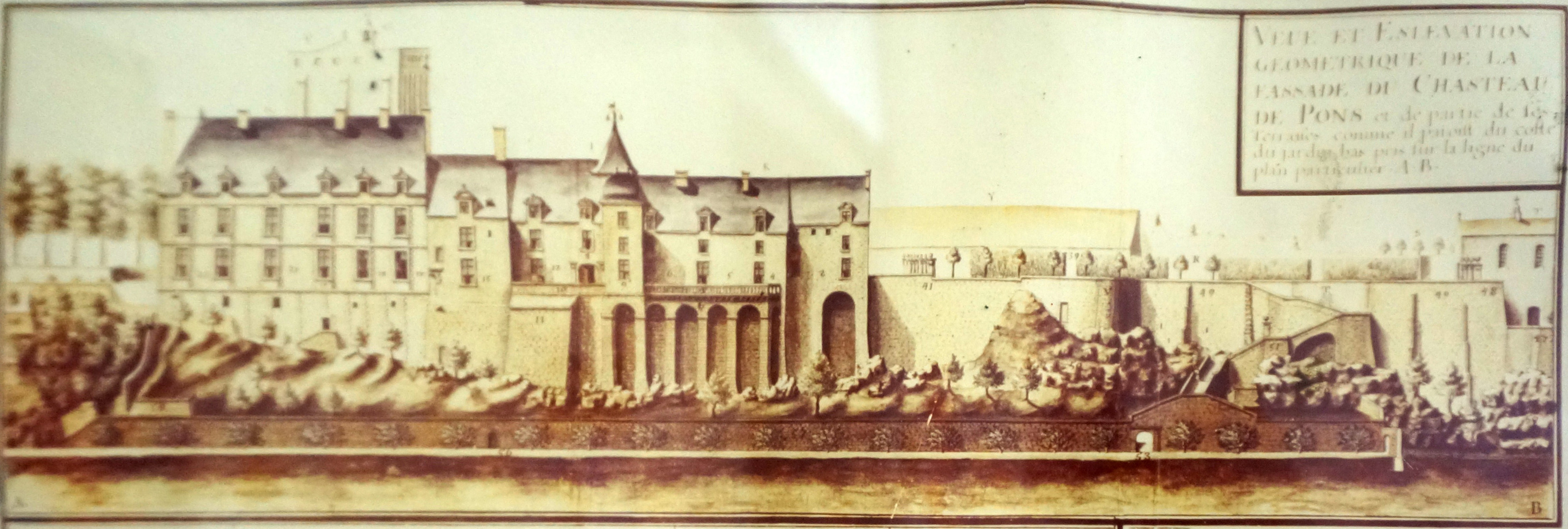
Une vue du château de Pons, Musée archéologique de Pons.

Pendant le XVIIIe siècle, Pons abrite une des cinq sénéchaussées secondaires (Taillebourg, Brouage, Oléron, Pons, Tonnay-Charente) dépendant de la sénéchaussée de Saintonge (chef-lieu : Saintes).
Grâce à cette fonction administrative, elle est choisie à l'issue des débats de la Constituante de 1790, pour être l'un des chefs-lieux de district du nouveau département de la Charente-Inférieure de 1790 à 1800.

## LeXIXesiècle: un essor urbain sans précédent
C'est pendant le XIXe siècle que la ville va connaître un essor urbain sans précédent s'étendant au-delà des remparts où des voies nouvelles sont percées, des hôtels particuliers construits et des usines nouvelles se développent.

### Le coup d'arrêt pendant le Premier Empire

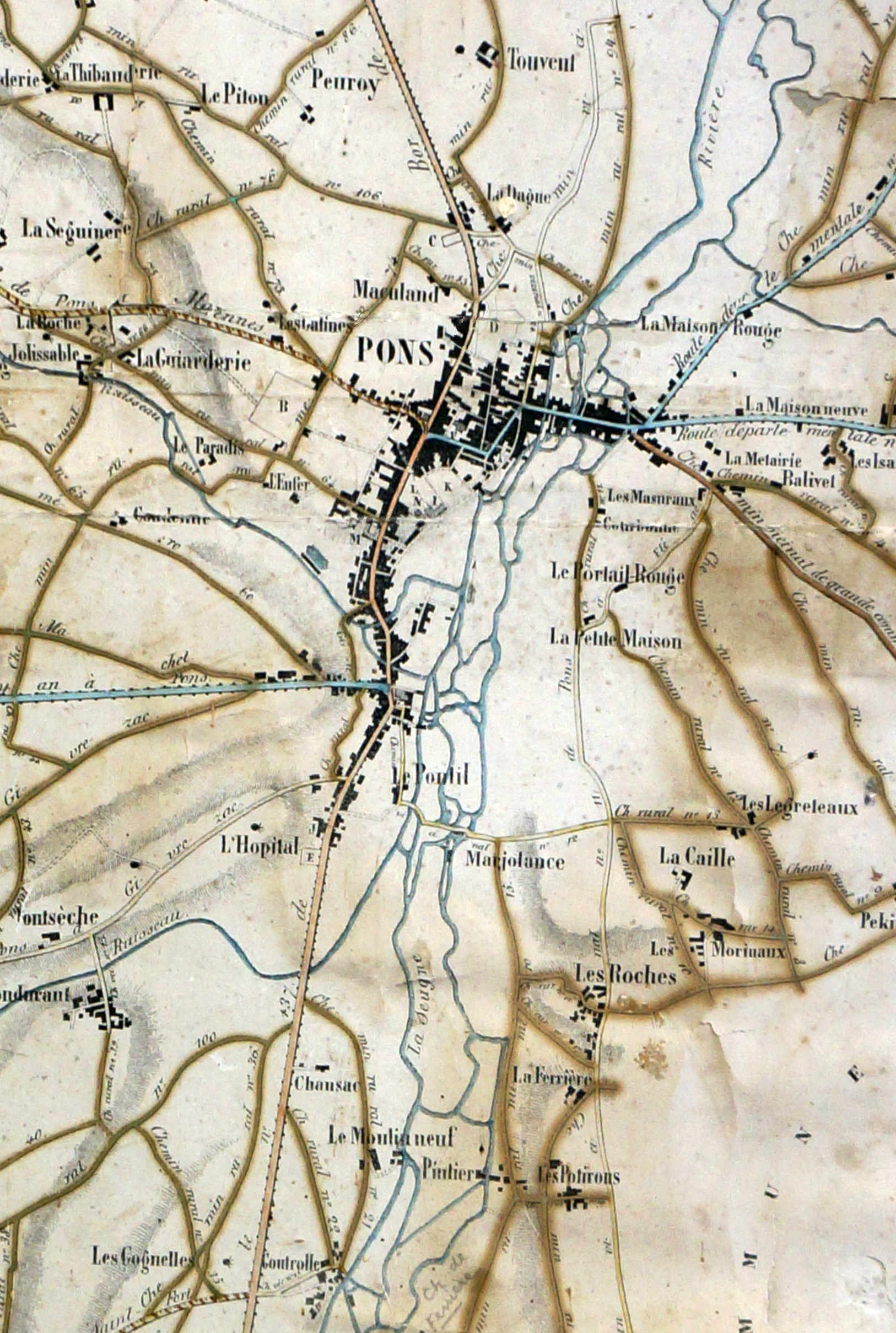
Plan de Pons en 1852, Musée archéologique de Pons.

Pons perd sa fonction de chef-lieu de district en 1800 et son district est totalement démantelé pendant la réforme de la carte administrative décidée par Napoléon Bonaparte.
Relégué au simple rang de chef-lieu de canton, dont le canton est annexé dans l'arrondissement nouvellement redéfini de Saintes, Pons entre dans une véritable léthargie urbaine.

### Le réveil urbain pendant la monarchie de Juillet
C'est pendant la monarchie de Juillet que la petite ville sur la Seugne connaît un véritable réveil urbain. 
Tout d'abord, sa croissance démographique est remarquablement soutenue et régulière pendant toute cette première moitié du XIXe siècle et surtout pendant la période de la monarchie de Juillet. De 1831 à 1846, la ville s'accroît de plus d'un quart de sa population où elle gagne 935 habitants en une quinzaine d'années (+ 25 %) ! Ce qui représente une des croissances démographiques les plus fortes de tout le département. Pons devient la sixième ville du département en 1846, recensant 4 661 habitants, contre 3 726 quinze ans plus tôt. Elle est la deuxième ville de l'arrondissement de Saintes et occupera ce rang pendant tout le XIXe siècle.

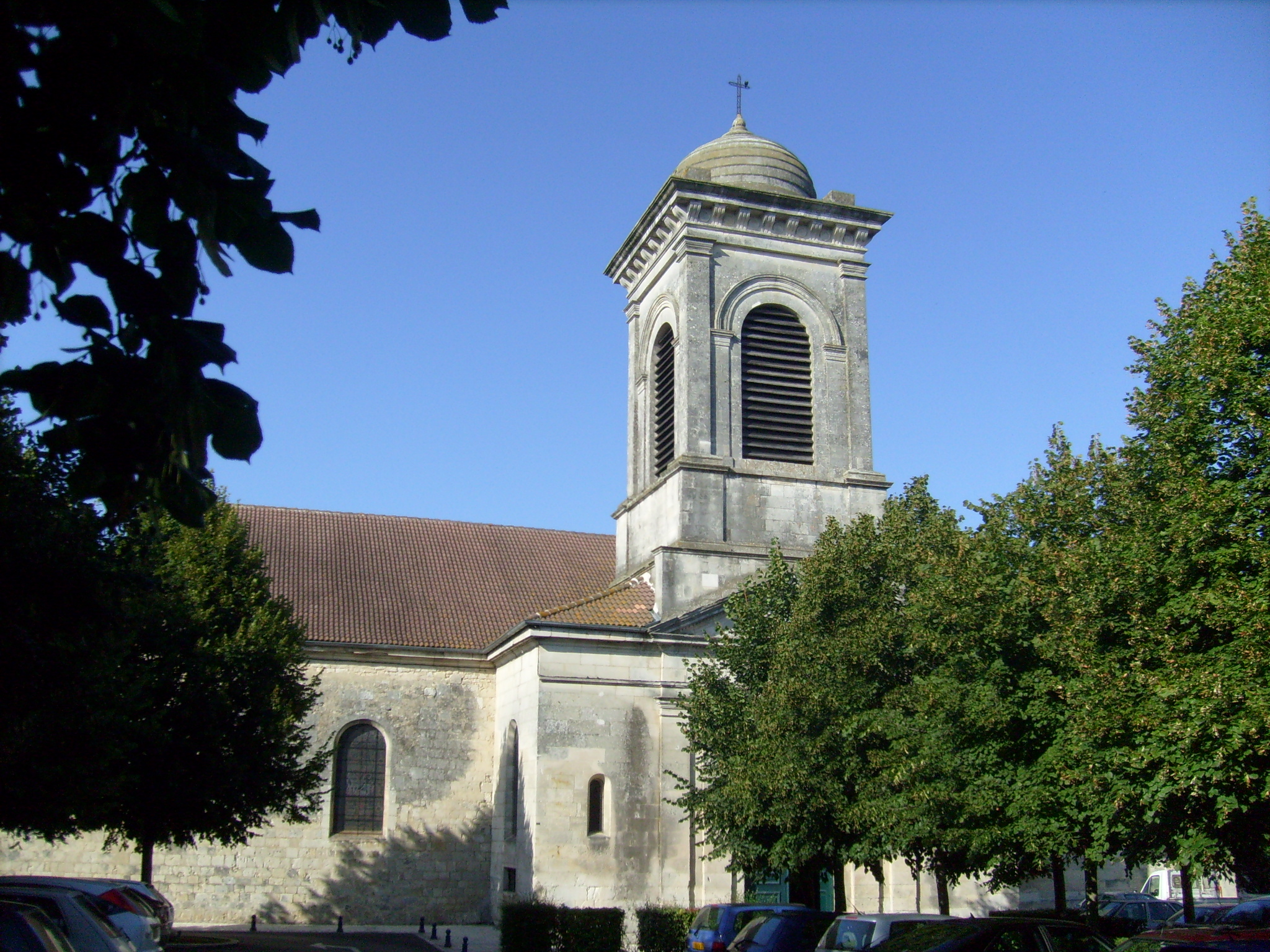
L'église Saint-Martin a été agrandie en 1834 pendant la monarchie de Juillet en un temps où la ville se dotait d'un nouveau quartier populaire, le faubourg des Aires.

La petite cité doit cet essor urbain remarquable au développement de ses différentes activités économiques. Mais c'est surtout à ses industries qu'elle doit une large part de sa prospérité. Ses mégisseries et ses tanneries, qui se sont établies le long de la Seugne, perpétuent une longue tradition qui remonte au Moyen Âge. À ces activités traditionnelles s'ajoutent deux filatures de laines pour la fabrication d'étoffes diverses et de draps dont le développement a commencé dans le courant du XVIIIe siècle. Des extractions de carrières fournissent des pierres de construction dont la renommée locale est solidement établie car la "pierre de Pons" est activement recherchée pour l'édification des immeubles en pierre de taille. Ces différentes manufactures emploient une population ouvrière nombreuse qui s'entasse alors dans un nouveau quartier populaire, le faubourg des Aires, situé aux portes méridionales de la vieille cité historique. Trois ponts en pierre sont enfin construits pour le franchissement des bras de la Seugne et permettent le début du développement urbain sur la rive droite de la rivière qui, jusque là, était exempte de toute construction.
Pons est également une place commerciale active, où le négoce des céréales et des vins contribue à accroître la prospérité de la ville. Une nouvelle halle aux grains, la Halle du Minage, est construite en 1845 au cœur de la cité, remplaçant celle, du Moyen Âge, détruite par un incendie dix ans plus tôt. 
La petite cité se pare alors de belles maisons de ville, d'une fontaine au centre de la place du marché et des bornes-fontaines dans ses rues principales, fait construire un château d'eau en 1829, une nouvelle église y est édifiée en 1834 dans le nouveau faubourg (église Saint-Martin) et le site du donjon médiéval, acquis en 1807, abrite les services de l'hôtel de ville. 
Pons donne l'image d'une ville dynamique et attractive dont l'essor se poursuivra dans la décennie suivante.

### La poursuite de l'essor urbain pendant le Second Empire
Pons connaît une situation brillante pendant tout le Second Empire, enregistrant une belle évolution démographique durant toute cette période. La petite ville passe de 4 661 habitants en 1846 à 4 969 habitants en 1866 sans jamais enregistrer de baisse de population. Elle passe du dixième rang en 1821 au cinquième rang départemental en 1866. Ce qui est tout de même remarquable. C'est aussi à cette date qu'elle enregistre son maximum démographique.

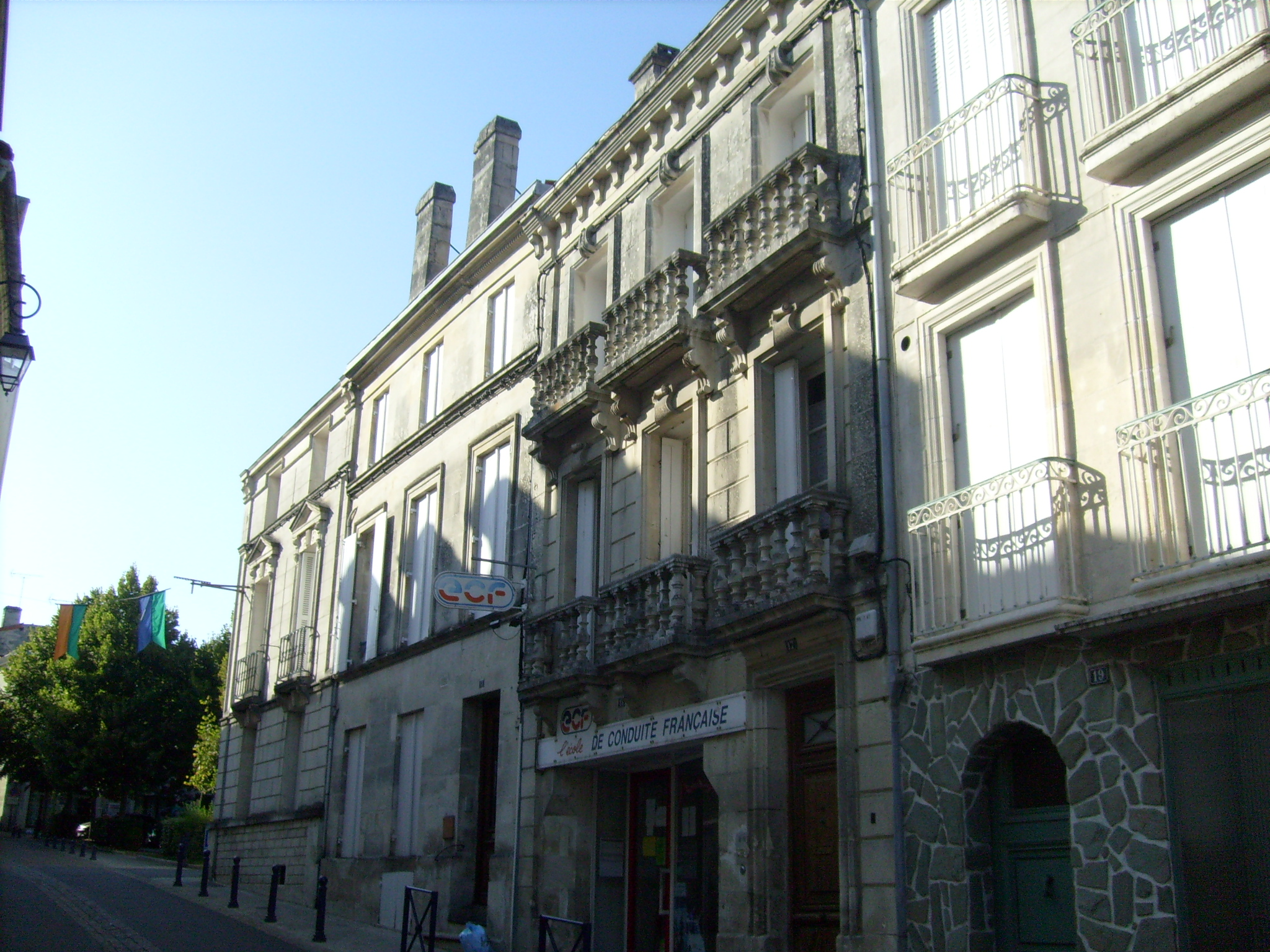
Pendant le Second Empire, Pons atteint son apogée où la ville se couvre de nouveaux et élégants immeubles en pierre de taille dite "de Pons".

Elle doit la poursuite de son essor urbain à la prospérité du négoce des eaux de vie de cognac, la cité étant située idéalement au milieu d'une riche campagne viticole. Mais elle est redevable aussi à ses nombreuses activités industrielles établies pour la plupart le long de la vallée de la Seugne où s'activent les moulins et les tanneries. Le chemin de fer atteint la ville en 1868, et la gare est inaugurée en mars 1869 sur la rive droite de la Seugne permettant l'édification d'un nouveau quartier urbain. La voie ferrée principale qui la met en contact direct avec Saintes est prolongée en 1870 jusqu'à Jonzac et se double plus tard d'une nouvelle voie ferroviaire en direction de Royan via Gémozac. Ces nouvelles infrastructures de communication vont faire de Pons un actif carrefour ferroviaire en Saintonge.
C'est près de la rivière et aux portes de la ville haute qu'un quartier ouvrier s'est développé depuis la monarchie de Juillet. C'est alors une petite cité dynamique et riche, dont la transformation urbaine a commencé dès le règne de Louis-Philippe. La ville continue ses travaux d'urbanisme, s'embellissant et se dotant de nouveaux immeubles en pierre de taille, dans le style Empire de l'époque, et fait édifier des bâtiments publics dans son centre ville. La petite cité de la Seugne vit un véritable « âge d’or » pendant tout le Second Empire, mais il est vrai qu'elle est alors parvenue à son apogée.

### La crise urbaine du début de la Troisième République jusqu'à la veille de la Première Guerre mondiale
Après la chute du Second Empire, Pons entre dans une nouvelle phase de son histoire urbaine où la poursuite de ses équipements lui permet de faire face à la grave crise économique causée par le désastre du phylloxéra. Mais c'est pendant la longue période de la Troisième République qu'elle commence à perdre de la population.
Pendant les années qui suivent la fin du conflit franco-allemand de 1870-1871, la ville s'affirme comme un carrefour ferroviaire où une voie ferrée la relie directement à Royan en 1875 alors que la principale ligne de chemin de fer, construite depuis Saintes par la Compagnie des Charentes, a été prolongée vers Jonzac en janvier 1870 et Montendre en novembre 1871, puis poursuivie en direction de Bordeaux à partir de 1873. Pons devient alors un important centre de transit autant pour les voyageurs que pour les marchandises, où sont notamment expédiées les céréales, les farines et les eaux de vie de cognac. La gare reçoit de nombreux équipements, dont des ateliers techniques pour l'entretien des locomotives, une prise d'eau et un réservoir pour les machines à vapeur. Les emprises ferroviaires au sol sont assez considérables, Pons étant une importante gare de triage qui reçoit de nombreux trains en provenance de Paris et de Bordeaux, ainsi que de Royan.
Une usine à gaz est édifiée aux abords de la gare ferroviaire en 1881 pour permettre l'éclairage public de la ville. Cet équipement novateur pour l'époque fait la fierté de la petite ville où "soixante becs de gaz éclairent pendant mille heures les rues de Pons à partir de 1880. Et, quarante ans durant, l'allumeur de réverbères, prolongé par sa perche, fera partie de la vie quotidienne".
La ville continue de s'embellir, notamment, en aménageant son jardin public où elle rompt avec les anciens parcs à la française et elle accueille, sur la rive droite de la Seugne, le nouveau château d'Usson dont la reconstruction selon un plan plutôt insolite est achevée en 1889. 
Malgré ces équipements structurants, Pons ne franchit jamais le cap symbolique des 5 000 habitants. La ville a atteint  son maximum démographique avec 4 969 habitants au recensement de 1866, chiffre de population qu'elle n'a plus jamais dépassé par la suite. Elle fait d'ailleurs partie des quelques villes du département qui n'ont toujours pas retrouvé et dépassé leur maximum démographique. Pourtant, parmi les villes de la Saintonge, Pons est de celle qui a été parmi les toutes premières à être équipées d'une gare ferroviaire et d'équipements importants. La ville n'a pas su tirer profit de ces infrastructures innovantes pour l'époque, ce qui lui aurait permis un véritable décollage de ses activités économiques et urbaines. Vivant repliée sur son négoce des eaux de vie, elle sera par la suite durablement « paralysée » par la crise du phylloxéra.

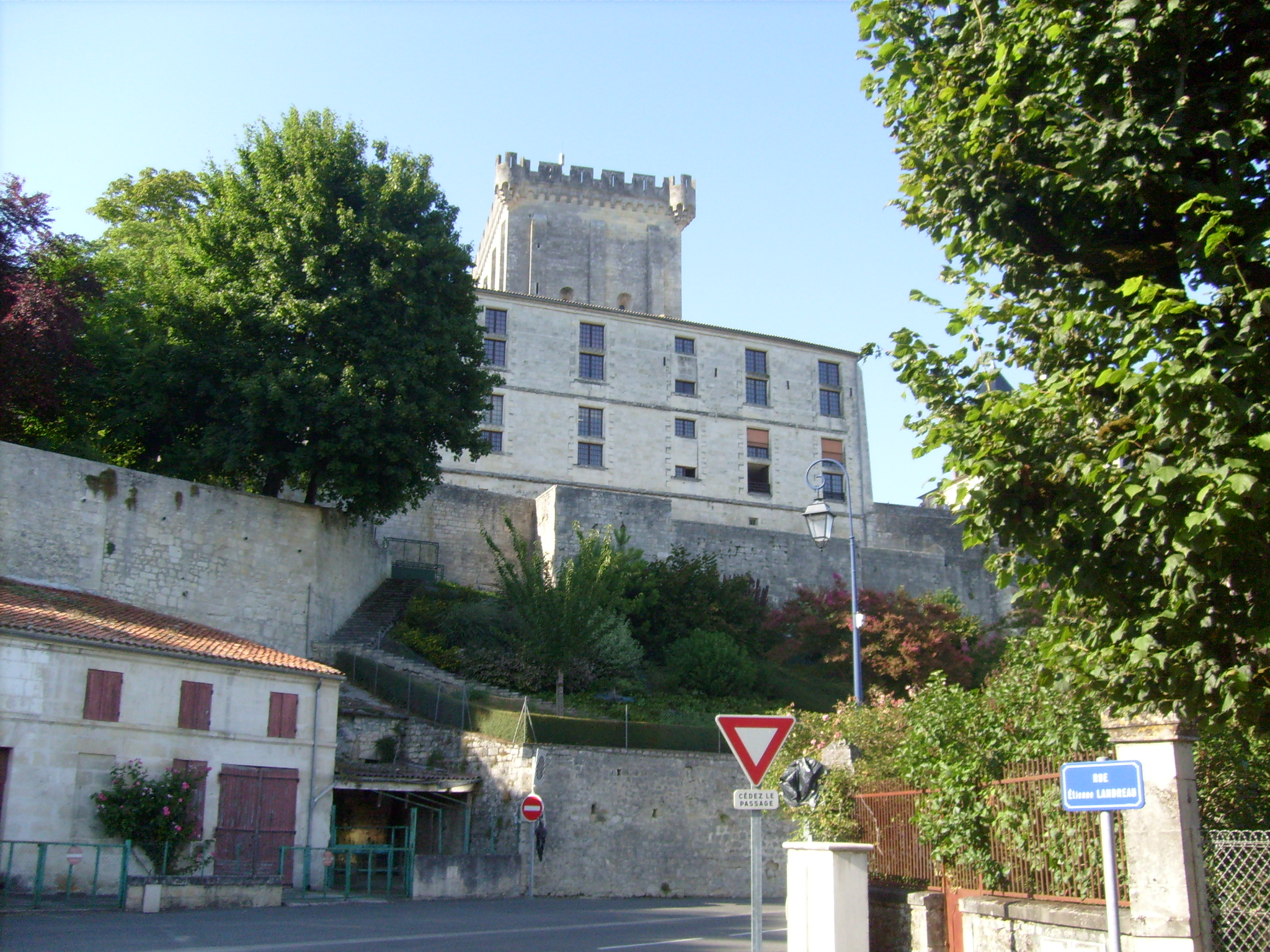
C'est pendant le XIXe siècle que la ville s'est développée au-delà de la "ville haute", cœur médiéval de la cité, poussant des faubourgs sur la "ville basse" et sur la rive droite de la Seugne.

Il est vrai qu'entretemps, tout un pan des activités industrielles s'est effondré en même temps que sévissait la crise du phylloxéra qui a ravagé le vignoble saintongeais à partir de 1875. Ainsi, toutes les industries traditionnelles et fort anciennement implantées dans la ville, comme les mégisseries, les tanneries et les lainages, n'ont pas su s'adapter et faire face à la vive concurrence des industries modernes implantées dans les grands centres urbains gagnés par la révolution industrielle. La disparition de ces industries a provoqué le départ des jeunes générations vers Angoulême, Cognac ou Saintes, voire les grandes villes comme Bordeaux et Paris, et ce grâce au chemin de fer qui a largement facilité cet exode. Dans le même temps, l'arrêt de nouvelles constructions a  entraîné la fin progressive des exploitations de carrières de pierre de taille autour de la ville.
La crise viticole aidant, la ville est alors gagnée par un exode urbain qui la frappe dès le milieu des années 1880. Un lent processus de dépopulation de la ville se met inexorablement en place malgré quelques sursauts en 1896 et 1901 où Pons renoue avec une légère reprise démographique. Mais cette embellie est de courte durée car, à la veille de la Première Guerre mondiale, elle a encore perdu de la population et se retrouve ainsi au septième rang des villes du département, talonnée de très près par Marennes, mais largement dépassée par Royan et Tonnay-Charente. Elle ne recense plus que 4 549 habitants en 1911.

## Pons auXXesiècle
Au tournant du XXe siècle, l'un des maires de Pons et sénateur de la Charente-Inférieure, le docteur Émile Combes, entretemps devenu président du Conseil (en 1902-1905 ; fonction équivalente au premier ministre actuel), deviendra célèbre comme l'artisan de la loi de 1905 sur la séparation de l'Église et de l'État. 

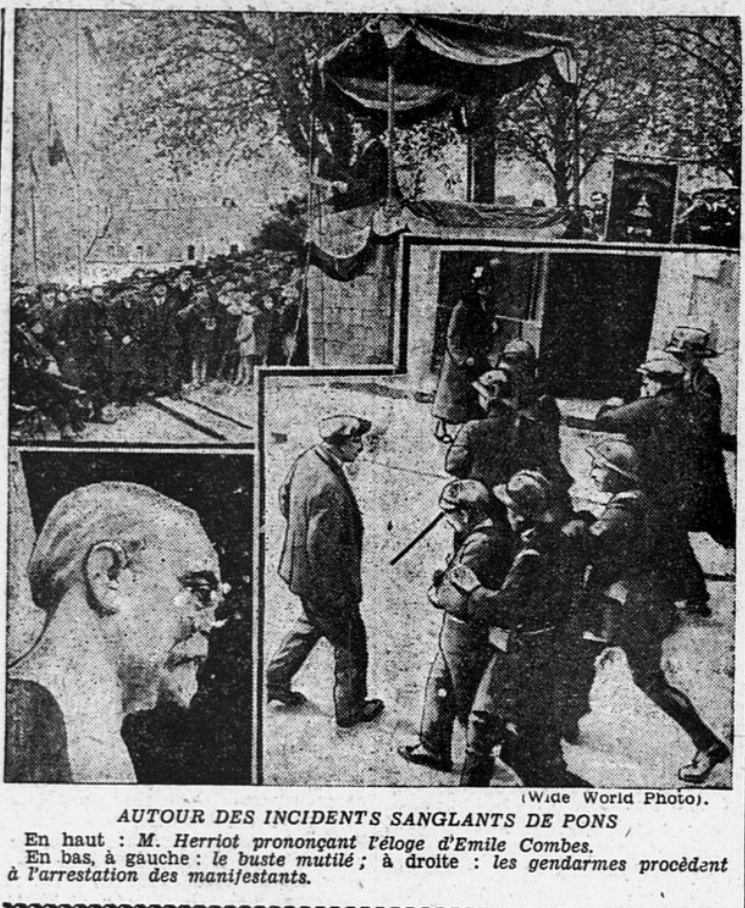
Manifestation à Pons contre l'érection de la statue d'Emile Combes

En 1928, au cours de l'inauguration d'un buste d'Émile Combes, des membres de l'Action Française dont Jean Guiraud, chef de la section de Rochefort, attaquent le buste. Dès lors, un garde républicain blesse par balle un militant et tue Jean Guiraud. Près de 46 Camelots du Roi sont arrêtés à Pons et sont transférés au tribunal de Saintes.  
Durant la  Première Guerre mondiale la ville accueille des hangars de vivres américains. Les troupes américaines stationnent ainsi dans la ville durant la guerre. Selon l'historienne Laetitia Pichard, ces dernières ne sont plus présentes au sein la commune en février 1919 .   
Pendant la sombre période de la Seconde Guerre mondiale, Pons est relativement épargnée. La cité historique ne subit aucune destruction et les infrastructures de communication comme les bâtiments industriels ont été également préservés. Elle sort indemne de la période d'occupation qu'elle a cependant connue comme toute autre ville du département. La Libération, au 8 mai 1945, est fêtée dans une grande liesse populaire comme partout ailleurs dans la région.
Peu après la Seconde Guerre mondiale, de nouveaux quartiers voient le jour. En seulement quelques décennies, l'espace urbain triplera par rapport à 1940.